# Bachna Ae Haseeno – Liebe auf Umwegen
Bachna Ae Haseeno (Hindi: बचना ऐ हसीनों, bacanā ai hasīnoṃ; Urdu: بچنا اے حسینو, übersetzt: Vorsicht, ihr Schönheiten) ist ein Hindi-Film von Siddharth Anand aus dem Jahr 2008.

## Handlung
Raj Sharma ist in seinem Leben drei Mal der Liebe begegnet und erzählt davon in einer Rückblende:
1996, Mahi
Der 18-jährige Macho Raj macht nach seinem Schulabschluss mit ein paar Freunden eine Reise durch die Schweiz. Dort trifft er auf Mahi, die, nachdem sie den Film Wer zuerst kommt, kriegt die Braut gesehen hatte, von ihrem „Raj“ träumt. Tatsächlich verpasst Mahi den Zug, als sie von Raj schwärmt. Im wegfahrenden Zug sieht Raj zufälligerweise wie Mahi am Bahnsteig steht. Im nächsten Abschnitt sieht man ihn auf den Schienen zu ihr laufen und nach einem längeren Gespräch kommen sich die beiden näher. Raj erfindet weitere Lügen um eine längere Zeit mit Mahi zu verbringen. So sagt er ihr, dass der nächste Zug erst am folgenden Tag abreist anstatt tatsächlich schon in drei Stunden. Da Mahi aber am nächsten Tag ihren Rückflug vom Zürcher Flughafen bekommen muss, mieten die beiden eine Vespa und reisen mit dieser Richtung Zürich. Auch hier belügt Raj Mahi, indem er vortäuscht, dass kein Treibstoff mehr vorhanden ist. Allerdings gesteht er ihr später warum er sie belogen hat. Mahi verliebt sich im Laufe ihrer Reise in Raj. Wieder in Zürich erzählt Raj seinen Freunden ein paar Lügen, wie, er habe mit Mahi geschlafen. Er dreht sich um und erblickt Mahi, die seine Version der Geschichte mit angehört hatte. Raj sucht das Weite und hinterlässt eine zutiefst verletzte und weinende Mahi.
2002, Radhika
Wieder in Indien lebt Raj zunächst alleine, jedoch Wand an Wand mit der hübschen Radhika, welche er vorerst ohne wissen, um wen es sich handelt, in einem groben Ton versucht dazu zu bringen, die Musik leiser zu stellen. Allerdings kommen sich die beiden näher und werden ein Paar.
So lebt Raj nun mit seiner einstigen Nachbarin Radhika zusammen. Raj genießt die Zweisamkeit ohne jegliche Verpflichtungen. Auch beruflich geht es für Raj steil nach oben und er wird nach Sydney befördert. Sofort schmiedet Radhika Hochzeitspläne. Hoffnungslos versucht Raj sie von dem Vorhaben abzubringen. Schließlich reist er kurzerhand am Tag der Hochzeit nach Sydney und lässt die Braut im Regen stehen.
2007, Gayatri
In Sydney genießt Raj das Leben in vollen Zügen, bis er eines Nachts sich mit der indischen Taxifahrerin Gayatri anfreundet. Ihre Gemeinsamkeiten schweißen sie zusammen, wie auch die Erkenntnis, dass Gayatri ebenfalls nicht an die Ehe glaubt. Irgendwann realisiert Raj aber, dass er sich bereits in Gayatri verliebt hat und macht ihr einen Heiratsantrag. Sie lehnt ab und zum ersten Mal begreift Raj, was es bedeutet, jemandem das Herz zu brechen.
Deshalb beschließt er nach Indien zu reisen und seine verflossenen Lieben für sein abscheuliches Verhalten um Verzeihung zu bitten. Innerhalb eines halben Jahres, nach vielen Schwierigkeiten und harter Arbeit, schafft er es, dass Mahi und Radhika seine Entschuldigungen annehmen.
Wieder zurück in Australien, findet Raj in seiner Wohnung hunderte von Liebesbriefen, in denen Gayatri verzweifelnd versucht, sich zu entschuldigen. Am Ende finden Raj und Gayatri zusammen.

## Musik
| Lied                  | Sänger                                            |
| --------------------- | ------------------------------------------------- |
| Khuda Jaane           | Krishna Kumar Kunnath, Shilpa Rao                 |
| Lucky Boy             | Sunidhi Chauhan, Hard Kaur, Raja Hasan            |
| Aahista Aahista       | Lucky Ali, Shreya Ghoshal                         |
| Jogi Mahi             | Sukhwinder Singh, Shekhar Ravjiani, Himani Kapoor |
| Small Town Girl       | Shankar Mahadevan                                 |
| Khuda Jaane Revisited | Krishna Kumar Kunnath, Shilpa Rao                 |
| Bachna Ae Haseeno     | Kishore Kumar, Sumit Kumar, Vishal Dadlani        |

## Sonstiges
- Der Titel Bachna Ae Haseeno stammt aus dem Kultsong aus dem Film Hum Kisi Se Kum Nahin, in dem Rishi Kapoor, der Vater von Ranbir Kapoor, die Hauptrolle spielte. Dieser Song wurde für den Film neu gemixt.